# فيبس دبليو. لاك
فيبس دبليو. لاك هو فلاح وسياسي أمريكي، ولد في 1 مايو 1789، وتوفي في 17 أغسطس 1860. نشط حزبياً في الحزب الجمهوري. وقد انتخب عضو جمعية ولاية ويسكونسن ‏.